# Wolfgang Spelthahn

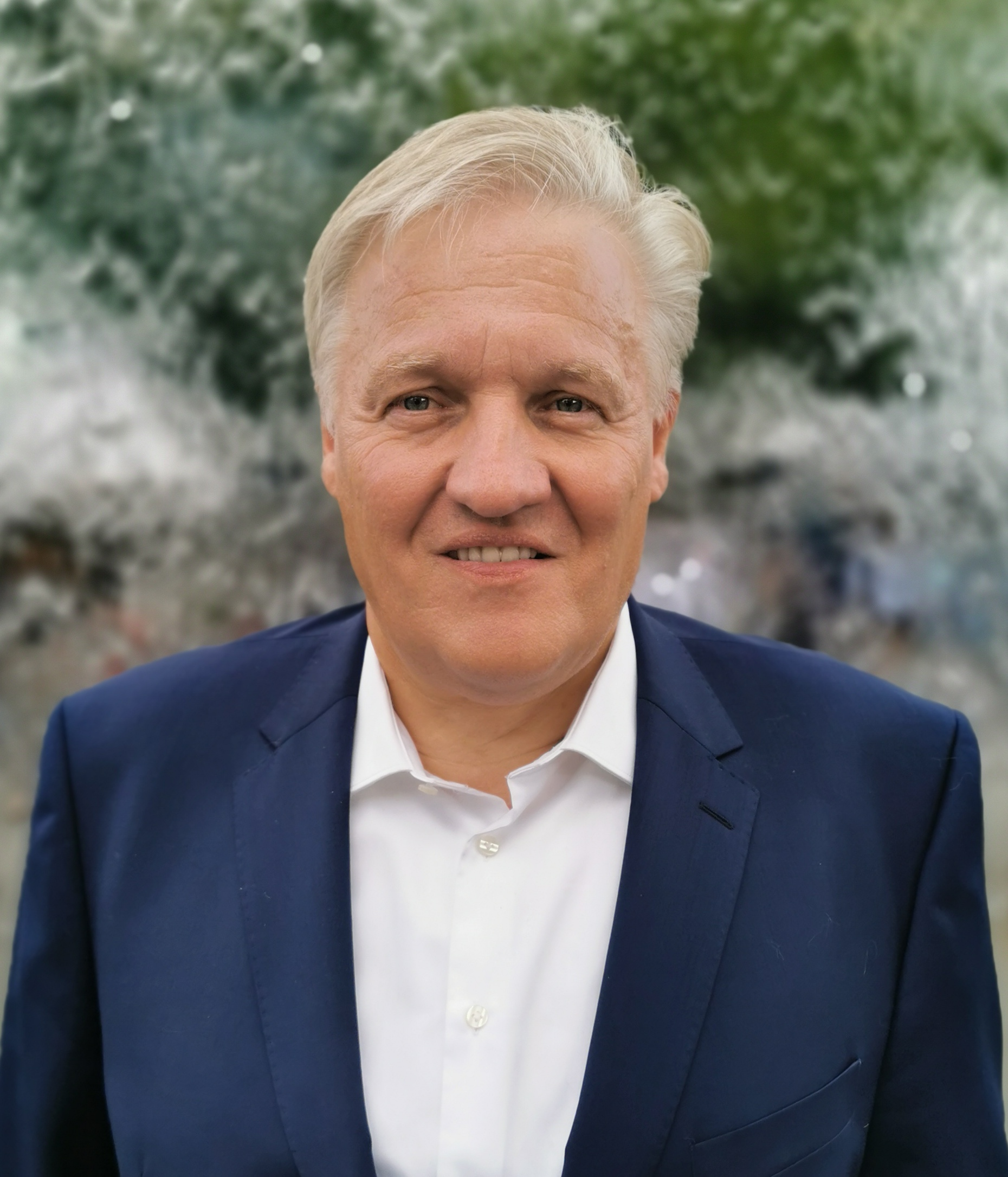
Wolfgang Spelthahn (2022)

Wolfgang Spelthahn (* 15. März 1963 in Jülich) ist ein deutscher Politiker (CDU) und seit 1999 Landrat des Kreises Düren. Am 8. November 2024 enthob die Bezirksregierung Köln Spelthahn vorläufig seines Dienstes. Das Ministerium für Heimat, Kommunales, Bau und Digitalisierung des Landes Nordrhein-Westfalen setzte durch Verfügung an seiner Stelle einen Beauftragten ein.

## Beruf
Nach dem Abitur am Gymnasium Haus Overbach in Barmen absolvierte Spelthahn den Wehrdienst bei der Luftwaffe in Essen-Kupferdreh und Düren-Gürzenich. Danach studierte er Rechtswissenschaften in Bonn und war anschließend als Wirtschaftsjurist und Unternehmensberater sowie als Referent der Europäischen Kommission für Wirtschafts- und Währungsfragen tätig.

## Partei
Im Jahr 1982 trat Spelthahn der CDU bei; in den Jahren 1993 bis 1999 war er deren Kreisschatzmeister für Düren und ist seit November 1999 erster stellvertretender Kreisvorsitzender.

## Ämter
Er ist seit dem 1. Oktober 1999 gewählter Landrat des Kreises Düren in Nordrhein-Westfalen. Am 8. November 2024 wurde Spelthahn durch die Aufsichtsbehörde der Bezirksregierung Köln im Zusammenhang mit der Luxus-Schleuser-Affäre vorläufig seines Amtes enthoben. Die Suspendierung ist im April 2025 vor dem Verwaltungsgericht Düsseldorf bestätigt worden, Spelthahn war juristisch dagegen vorgegangen.
Außerdem war er bis zur Suspendierung als Landrat Leiter der Kreispolizeibehörde Düren, war bis August 2015 Mitglied im Aufsichtsrat der RWE Power AG und als ständiger Gast Mitglied des RWE-Beirats Mitte. Er ist Vorsitzender des Verwaltungsrats der Sparkasse Düren.
Seit dem 30. November 2017 ist Spelthahn Präsident des neu gegründeten Fußballvereins 1. FC Düren.

## Persönliches
Spelthahn ist seit 1990 verheiratet und wohnt im Ortsteil Ellen in der Gemeinde Niederzier.